# 密花橐吾
密花橐吾（学名：Ligularia confertiflora）为菊科橐吾属的植物，是中国的特有植物。分布在中国大陆的云南等地，生长于海拔3,200米至3,300米的地区，多生长在草坡或林中，目前尚未由人工引种栽培。